# Citrate de lithium
Le citrate de lithium est un composé chimique de lithium et de citrate. C'est l'un des sels de lithium utilisés en traitement psychiatrique où il est utilisé en tant que stabilisateur de l'humeur et en traitement des états maniaques et des troubles bipolaires.
Il est également utilisé comme additif dans les sodas. L'une des premières versions du Coca-Cola disponible dans les fontaines à soda en pharmacies appelée Lithia Coke était un mélange de sirop de Coca-Cola et de Lithia water (en). Le soda 7 Up était à l'origine nommé « Bib-Label Lithiated Lemon-Lime Soda » lorsqu'il fut créé par Charles Grigg en 1929, car il incluait du citrate de lithium. La boisson était commercialisée comme un élixir servant de remède à la veisalgie. Le citrate de lithium fut retiré du 7 Up en 1948.